# Ćojluk (Srebrenik, BiH)
Ćojluk je naseljeno mjesto u sastavu općine Srebrenika, Federacija Bosne i Hercegovine, BiH. 

## Stanovništvo
| Ćojluk             |       |
| godina popisa      | 1991. |
| Bošnjaci           | 167   |
| Srbi               | 0     |
| Hrvati             | 0     |
| Jugoslaveni        | 0     |
| ostali i nepoznato | 1     |
| ukupno             | 168   |